# Gerbillus pulvinatus
Gerbillus pulvinatus là một loài động vật có vú trong họ Chuột, bộ Gặm nhấm. Loài này được Rhoads mô tả năm 1896.